# Dendragapus
Dendragapus és un gènere d'ocells de la subfamília dels tetraonins (Tetraoninae), dins la família dels fasiànids (Phasianidae). Habiten als boscos de coníferes d'Amèrica del Nord, des d'Alaska fins al sud dels Estats Units.

## Llistat d'espècies
Se n'han descrit dues espècies dins aquest gènere:
- Grèvol fuliginós (Dendragapus fuliginosus).
- Grèvol fosc (Dendragapus obscurus).

La classificació de Clements 6a edició (incl. revisions de 2009) inclou Falcipennis falcipennis al gènere Dendragapus.